# Samuel Mbangula
Samuel-Germain Kinduelu Mbangula Tshifunda (n. 16 ianuarie 2004, Bruxelles, Belgia) este un fotbalist belgian, care joacă pe post de mijlocaș lateral la Werder Bremen în Bundesliga. Pe plan internațional, are prezențe la națională pentru Belgia U17⁠(d), Belgia U18⁠(d), Belgia U19⁠(d) și Belgia U21⁠(d). Născut în Belgia, Mbangula provine dintr-o familie de etnie congoleză.

## Cariera la club
După ce și-a început cariera de tânăr la Club Brugge, unde a petrecut cinci ani, Mbangula s-a mutat la Anderlecht în vara anului 2019.
Pe 10 august 2020, Mbangula s-a alăturat echipei under-17 a clubului italian Juventus. În 2022, el a semnat un contract pe patru ani cu clubul italian. După ce a jucat pentru echipa under-19, el a fost promovat în echipa de rezervă a Juventus, Juventus Next Gen, care joacă în Serie C, în sezonul 2023–24.
Pe 19 august 2024, Mbangula a debutat pentru Juventus în prima etapă din 2024–25 Serie A, marcând un gol într-o victorie cu 3-0 împotriva Como, fiind desemnat omul meciului.

## Cariera internațională
În noiembrie 2024, el a fost convocat în echipa națională a Belgiei pentru meciurile din Liga Națiunilor UEFA 2024–25 împotriva Italiei și Israelului din 14 și 17 noiembrie 2024, respectiv.

## Stilul de joc
Mbangula este un jucător rapid pe postul de mijlocaș ofensiv.

## Statistici carieră

### Club
La meci jucat la 3 ianuarie 2025.
| Club              | Sezon         | Ligă          | Ligă    | Ligă   | Cupă națională | Cupă națională | Europa  | Europa | Altele  | Altele | Total   | Total  |
| Club              | Sezon         | Divizie       | Meciuri | Goluri | Meciuri        | Goluri         | Meciuri | Goluri | Meciuri | Goluri | Meciuri | Goluri |
| ----------------- | ------------- | ------------- | ------- | ------ | -------------- | -------------- | ------- | ------ | ------- | ------ | ------- | ------ |
| Juventus Next Gen | 2023–24       | Serie C       | 17      | 1      | 2              | 0              | —       | —      | 6       | 1      | 25      | 2      |
| Juventus          | 2024–25       | Serie A       | 12      | 2      | 1              | 0              | 3       | 0      | 1       | 0      | 17      | 2      |
| Total carieră     | Total carieră | Total carieră | 29      | 3      | 3              | 0              | 3       | 0      | 7       | 1      | 42      | 4      |